# Nicanor Ugalde
Nicanor Ugalde Godoy; (Santiago, 1830 - 1906). Abogado, agricultor y político liberal chileno. Hijo de Ramón Ugalde Velásquez y de Dolores Godoy Ugalde.
Educado en el Instituto Nacional y en la Universidad de Chile, donde juró como abogado en diciembre de 1854. Desempeñó su profesión al mismo tiempo que la agricultura, como propietario del fundo Santa Inés de Cachapoal.
Pertenecía al Partido Liberal Democrático. Fue Ministro de Industria y Obras Públicas (1891) y subrogante de Guerra y Marina (1891).
Elegido Diputado por el Departamento de Caupolicán (1891-1894), formando parte de la comisión permanente de Guerra y Marina.